# Парламентские выборы в Швейцарии (1931)
Парламентские выборы в Швейцарии проходили 25 октября 1931 года для избрания 29-го Национального совета. В соответствии с Конституционными поправками, одобренными на референдумах в марте 1931 года количество мест в Национальном совете было уменьшено со 198 до 187, а депутатский срок увеличен с 3 до 4 лет. В результате выборов Социал-демократическая партия вновь получила наибольшее количество голосов, но Свободная демократическая партия осталась самой крупной парламентской партией по количеству мест, получив 52 из 187 мест Национального совета. В парламент Швейцарии в единственный раз прошла антисталинистская Коммунистическая партия — Оппозиция.

## Результаты

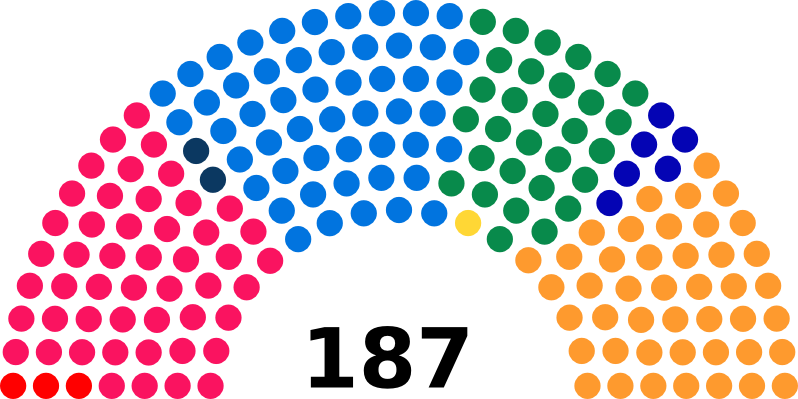
Распределение мест в Национальном совете (1931).

|  | Партия                                    | Голосов   | %    | Мест | +/–   |
|  | Социал-демократическая партия             | 247 946   | 28,7 | 49   | –1    |
|  | Свободная демократическая партия          | 232 562   | 26,9 | 52   | –6    |
|  | Консервативная народная партия            | 184 602   | 21,4 | 44   | –2    |
|  | Партия крестьян, ремесленников и бюргеров | 131 809   | 15,3 | 30   | –1    |
|  | Либерально-демократическая партия         | 24 573    | 2,8  | 6    | 0     |
|  | Коммунистическая партия                   | 12 778    | 1,5  | 2    | 0     |
|  | Демократическая партия                    | 10 726    | 1,2  | 2    | –1    |
|  | Евангелическая народная партия            | 8454      | 1,0  | 1    | 0     |
|  | Коммунистическая партия — оппозиция       | 9841      | 1,1  | 1    | новая |
|  | Прочие партии                             | 9841      | 1,1  | 0    | –     |
|  | Недействительных/пустых бюллетеней        | 18 645    | –    | –    | –     |
|  | Всего                                     | 881 936   | 100  | 187  | –11   |
|  | Зарегистрированных избирателей/ Явка      | 1 118 841 | 78,8 | –    | –     |
|  | Источник: Nohlen & Stöver                 |           |      |      |       |